# Go Jazz Records
Go Jazz Records was een Amerikaans platenlabel, dat jazz uitbracht. Het werd eind jaren tachtig opgericht door musicus Ben Sidran, de eerste albums verschenen in september 1989. Het label was actief tot ongeveer 2004.
Op het label verschenen platen van onder meer Ben Sidran, Bob Malach, Phil Upchurch, Georgie Fame, Bill Carrothers, Mark Murphy, Clyde Stubblefield en Lee Konitz.